# Ligne de chemin de fer Tábor–Bechyně
La ligne de chemin de fer Tábor–Bechyně (également appelé chemin de fer électrique de Tábor – Bechyně, ou Bechyňská dráha, Bechyňka, Elinka, ou aujourd'hui ligne 202) a été la première ligne à traction électrique en République tchèque. Elle a été ouverte le 20 juin 1903. Sa longueur est de 24 km. Elle est alimentée en courant continu de 1 500 V ; l'écartement des voies est de 1 435 mm.

## Histoire

### Projet initial
Au 19e siècle, Bechyně ressent le besoin d'améliorer son système de communication avec les autres villes de cette partie de la Bohême.
En 1889, le ministère viennois des chemins de fer rejette le projet de chemin de fer entre Vodňany, Týn nad Vltavou, Bechyně, Tábor, Vlašim et Kutná Hora. Une association plaide alors, mais sans succès, pour la construction d'une partie du tracé (de Vodňany à Tábor). La faveur des autorités provinciales ira à une autre association (Družstvo bechyňské dráhy), dirigée par le maire de Bechyně, Hynek Daniel, qui demande la mise en œuvre du tracé de Tábor à Bechyně.
En 1896, le conseil du royaume tchèque garantit la construction de ce tronçon. Le projet original présenté par les bureaux technique Köhler et Raynal à Prague préconise des pentes maximales de 25‰, avec traction par machine à vapeur.

### Évolution vers la traction électrique
La traction électrique, à l'époque, en était à ses tout débuts. À l'exposition universelle de Berlin en 1879, la société Siemens & Halske avait mis en œuvre une courte voie électrifiée. En République tchèque, le premier chemin de fer électrique est mis en place par František Křižík, en 1891, sur la colline de Letná à Prague, et à partir de 1895 sont ouverts d'autres réseaux urbains dans des villes de la République tchèque. En 1902 Kálmán Kandó électrifie la ligne de chemin de fer qui court à travers la vallée de la Valteline en Lombardie. Avant même la construction de la ligne Tábor - Bechyně, František Křižík teste la traction électrique à l'aide de batteries montées dans une locomotive sur la ligne Prague – Dobříš (16 novembre 1897).
Les autorités sont alors convaincues que l'utilisation de la traction électrique est moins onéreuse, qu'elle facilitera les travaux et permettra de prévoir un plus grand nombre d'arrêts.
La ligne de Bechyně est la première voie ferrée électrifiée d'Europe centrale, construite et exploitée comme telle.

### Construction

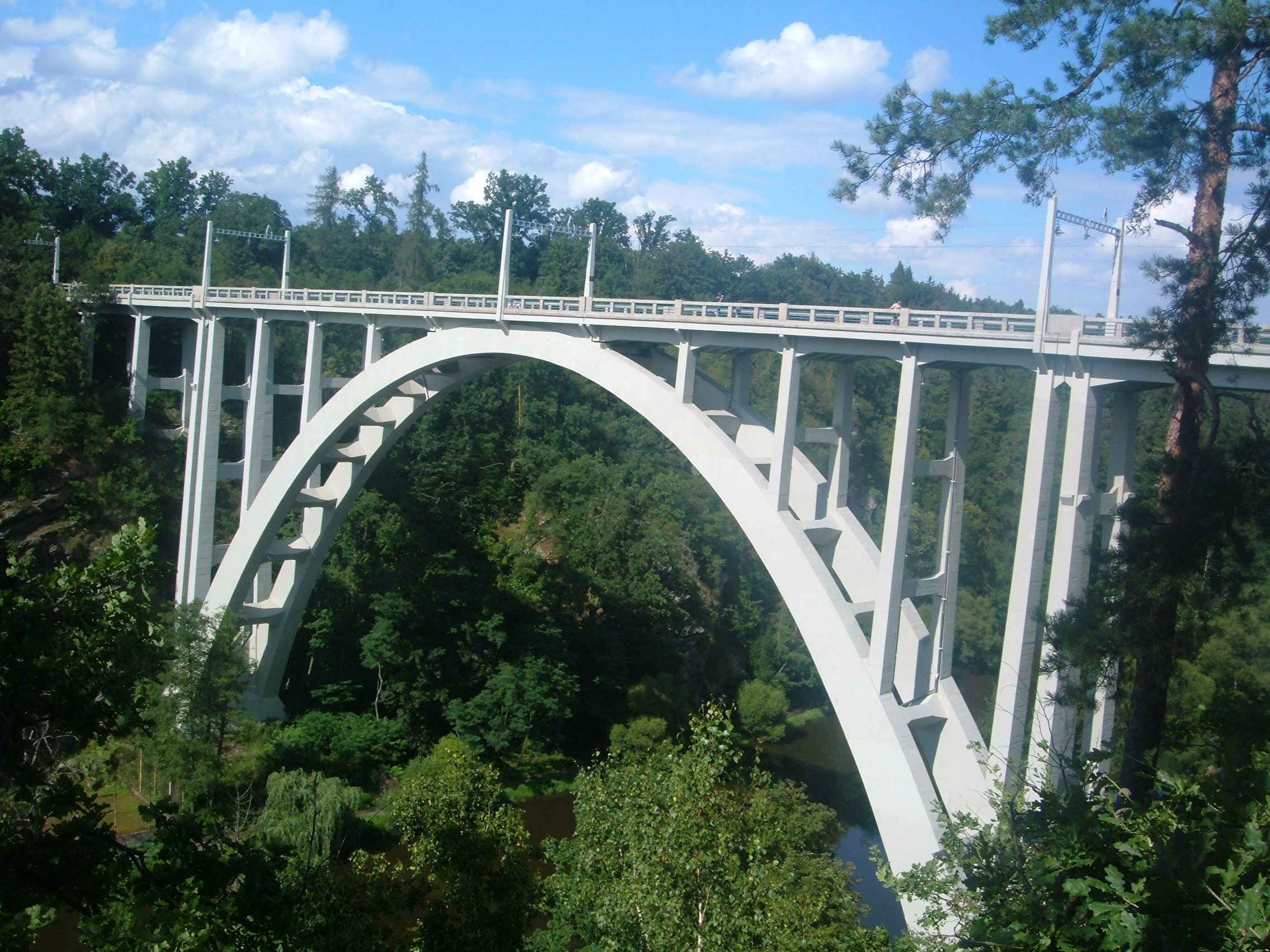
Le pont Arc-en-ciel (fer et béton) sur la Lužnice à Bechyně.

Le 29 décembre 1900 le projet de ligne électrifiée est autorisé. Le 4 septembre 1901, le permis de construire est délivré. Le 19 avril 1902, une concession pour la construction et l'exploitation de la ligne est attribuée, dont le terme est fixé à la fin de 1904, délai ensuite raccourci au 1er juin 1903. La construction des infrastructures et superstructures est confiée à la société "J. Kubíček et associés" de Královské Vinohrady, la pose des rails est confiée à l'entreprise des "Frères Prášil" à Libeň.
Le premier essai a lieu le 1er juin 1903, le 10 juin la résistance du pont de chemin de fer de Tábor est mise à l'épreuve ; le service régulier, est inauguré le 21 juin 1903, en présence du gouverneur, du président du comité agricole et du maréchal du royaume.
La pente la plus élevée de la ligne est de 41 ‰ (la concession avait défini la pente maximale à 35 ‰) et le plus petit rayon de courbure est de 125 m. La vitesse maximale est fixée à 30 km/h, et à 15 km/h, dans les courbes.
Selon le type de train, la durée du trajet varie de 1h08 à 1h15.
À l'origine la ligne se termine sur la rive gauche de la Lužnice, à Bechyně. En 1928, après l'ouverture du pont de Bechyně en fer et béton, elle est prolongée jusqu'à la nouvelle gare au centre-ville, passant de 23 à 24 km.

### Vers la modernité
En 1953 un aéroport militaire est construit près de Bechyně.
Dès 1953-1954, le transport des passagers cesse (il sera rétabli plus tard), par contre celui des marchandises augmente de façon constante.
Après la disparation de l'aéroport militaire, la voie est rénovée pour permettre d'atteindre la vitesse de 50 km/h.
Ce train continuera malgré tout à rouler très doucement, à tel point qu'on raconte des histoires à son sujet, comme celle par exemple de ce cheminot qui traversait la forêt et qui crie à une grand-mère en train de cueillir des champignons : « Grand-mère, montez donc ! » La grand-mère de répondre : « Merci fiston, mais je vais aller à pied, aujourd'hui je me dépêche ! »
Cette voie historique a surtout un caractère touristique.

Matériel roulant historique
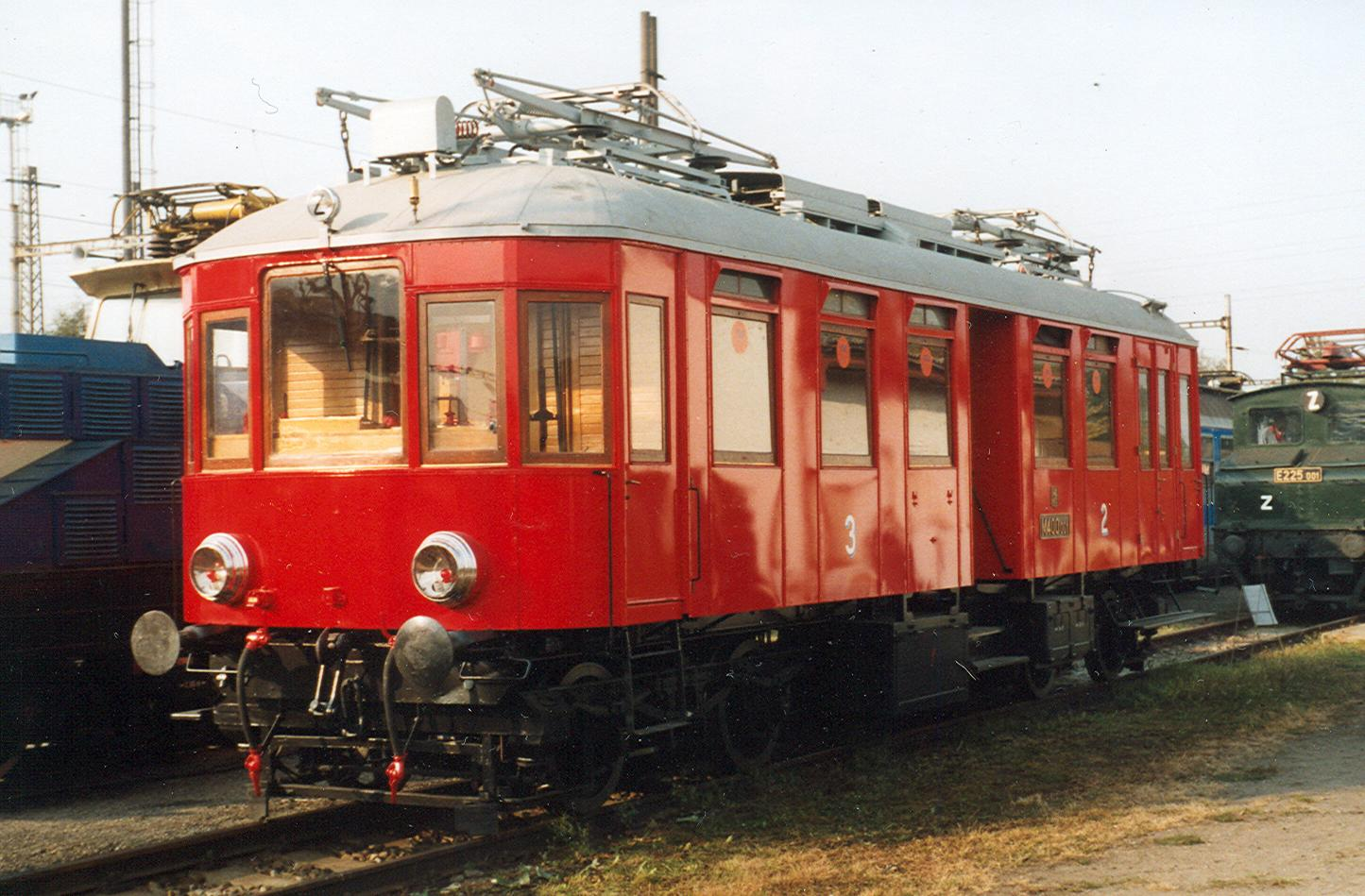
Voiture électrique, série EM 400.0 à Ústí nad Labem.
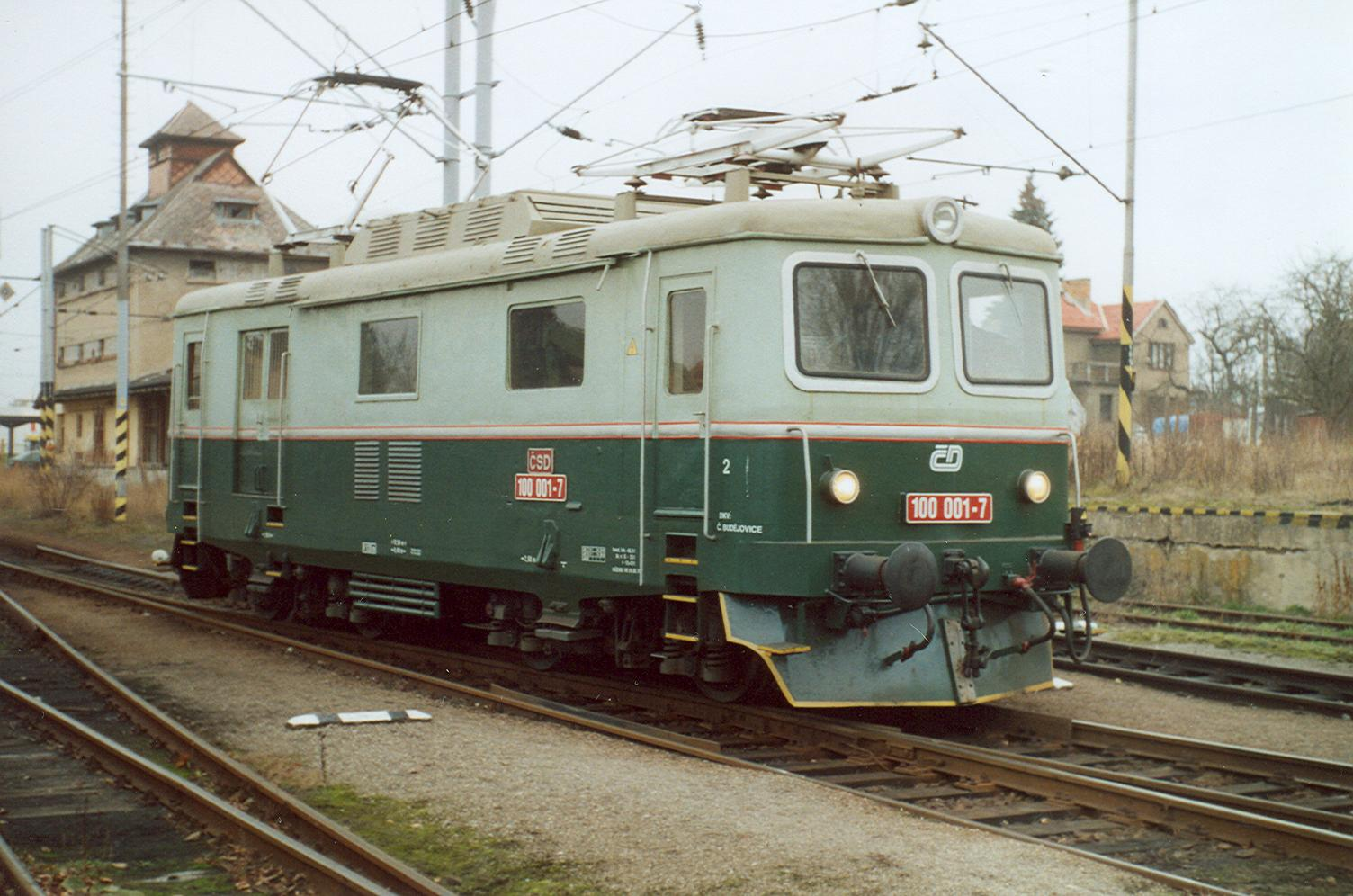
Locomotive E 422.001 à Bechyně.
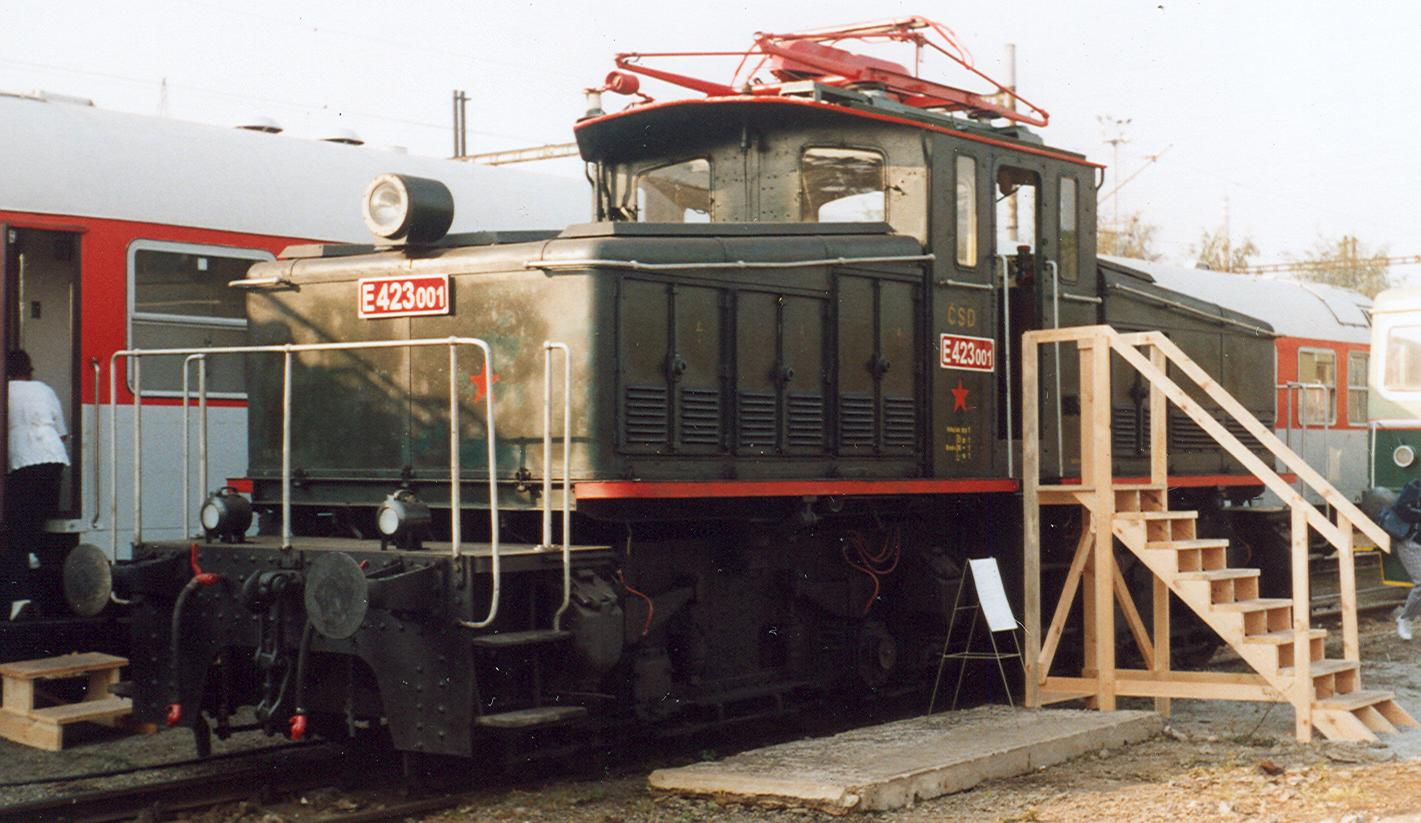
Locomotive E 423.001 à Ústí nad Labem.

## Caractéristiques

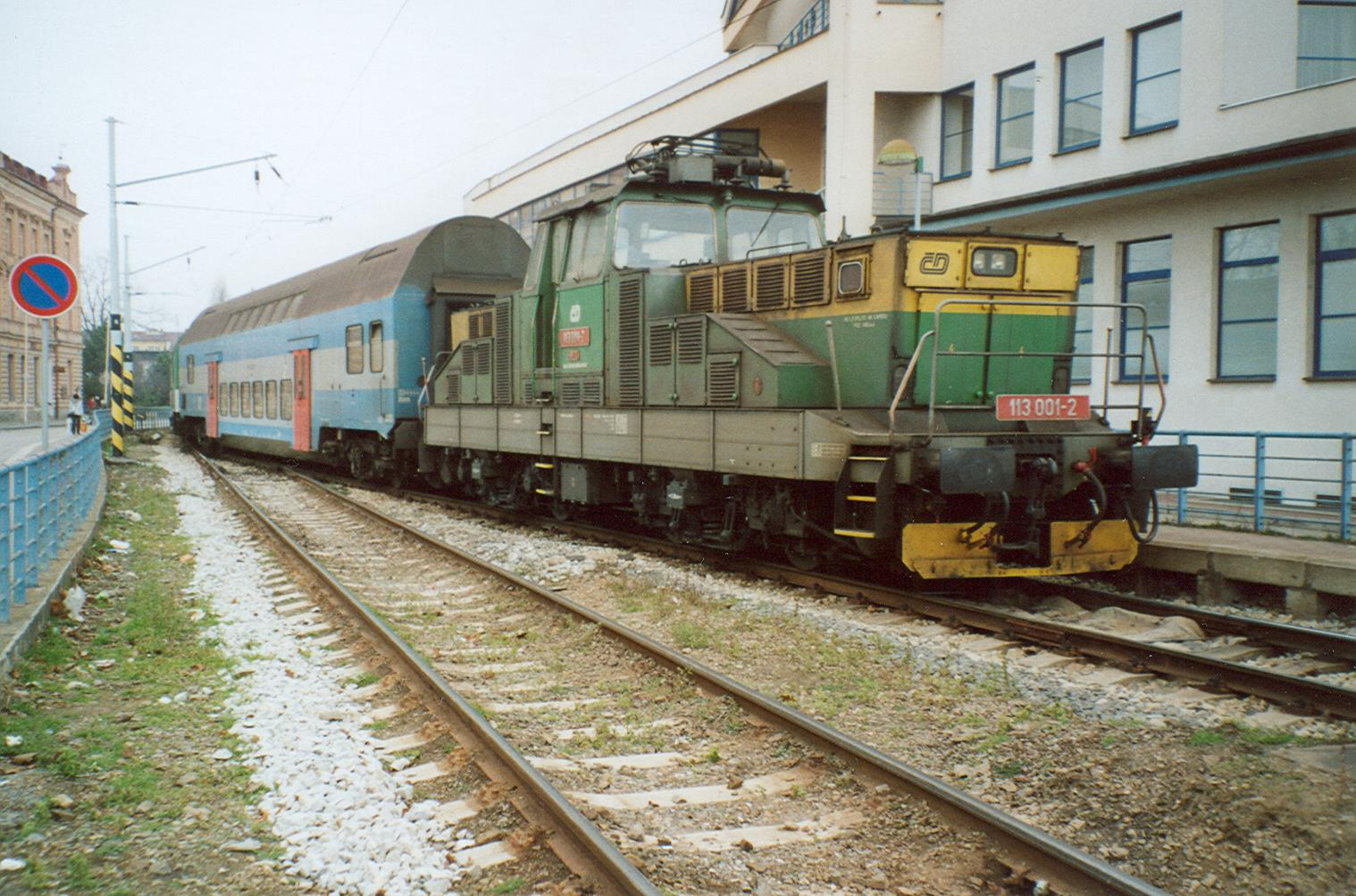
Locomotive E 426.001 à Tábor.

### Paramètres
La ligne comprend de nombreuses courbes de rayons de 150 m et une pente maximale à 36 ‰. La vitesse maximum du train est fixée à 60 km/h, et réduite à 10 km/h dans les courbes de rayon inférieur à 150 m. la voie est contrôlée  simplement, par un aiguilleur logé dans la gare de Bechyně. Les communications entre les aiguilleurs et les mécaniciens sont faites par radio et celles entre les deux aiguilleurs, entre Tábor et Bechyně, par téléphonie fixe. Elles sont enregistrées.

### Système d'alimentation
Le système d'origine est à trois pôles, 2 x 700 V en courant continu, les rails étant le conducteur central.
La production de l'électricité se fait dans la centrale électrique de Tábor (sur la Lužnice à 1,2 km du début de ligne) à l'aide de trois dynamos entraînées par des moteurs à vapeur.
En 1929, elle est raccordée au réseau national.

### Liste des gares

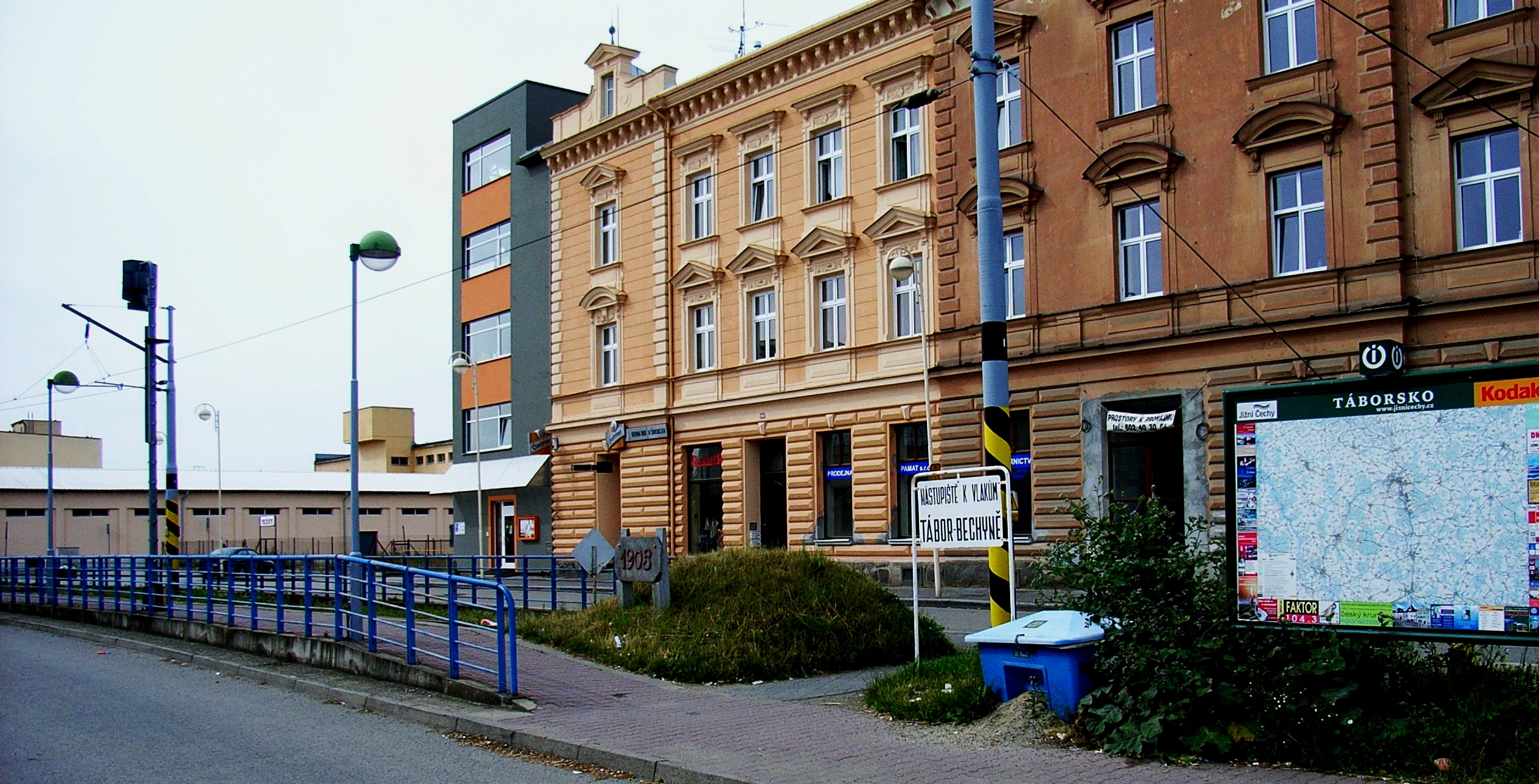
Gare à Tábor.

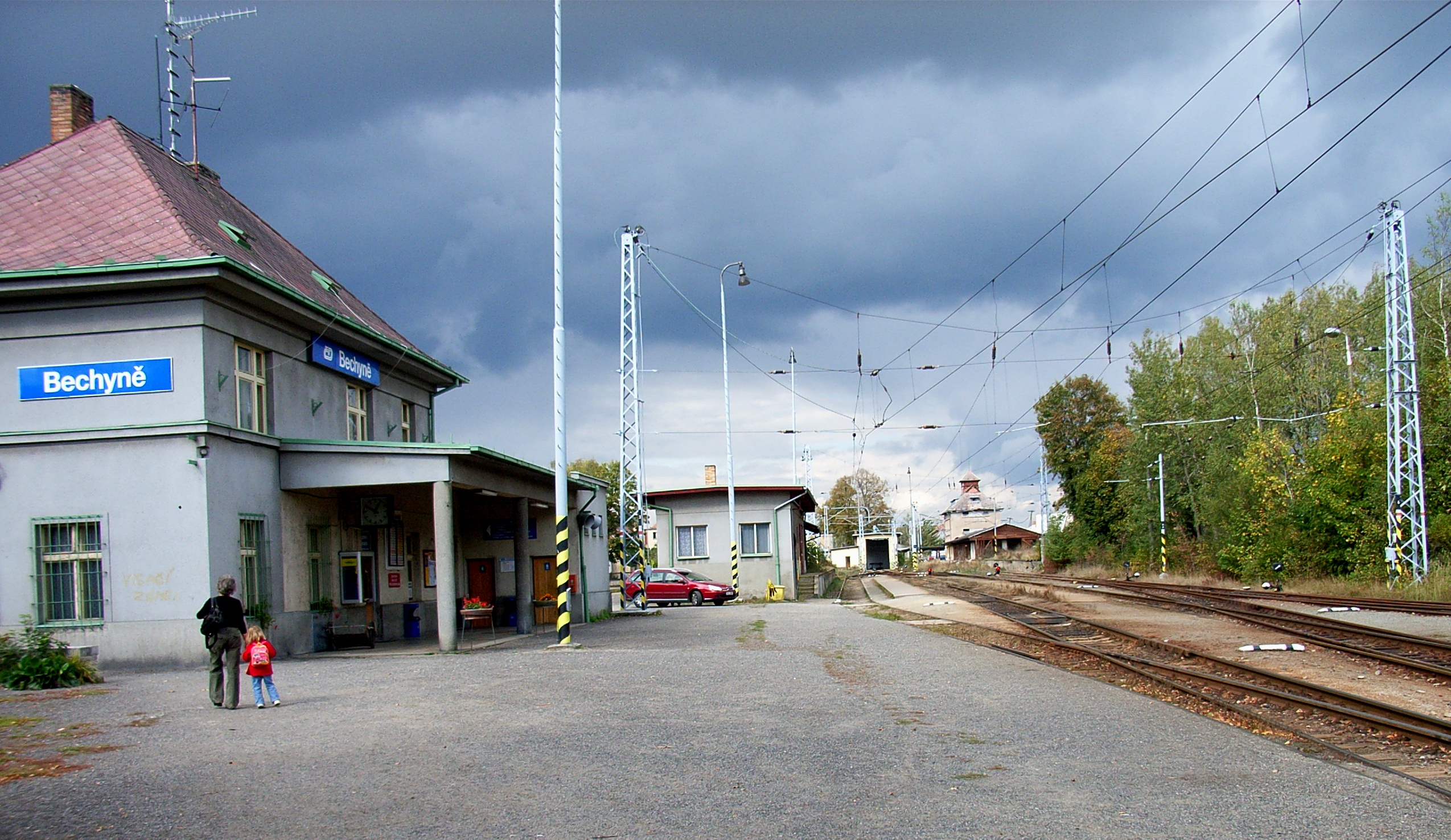
Gare à Bechyně.

La ligne dessert les stations et arrêts suivants :
- Tábor
- Horky u Tábora
- Slapy
- Libějice
- Malšice
- Čenkov u Malšic
- Třebelice
- Všechlapy
- Bechyňská Smoleč
- Sudoměřice u Bechyně
- Bežerovice
- Bechyně zastávka
- Bechyně

La billetterie est accessible uniquement dans les gares de Bechyně et de Tábor.